# Diváky
Diváky là một làng thuộc huyện Břeclav, vùng Jihomoravský, Cộng hòa Séc.